# Chavuma (Distrikt)
Chavuma ist einer von elf Distrikten in der Nordwestprovinz in Sambia. Er hat eine Fläche von 4924 km² und es leben 54.960 Menschen in ihm (2022). Sitz der Verwaltung ist Chavuma. Chavuma wurde 1996 zum Distrikt erklärt.

## Geografie
Der Distrikt befindet etwa 620 Kilometer nordwestlich von Lusaka. Er liegt auf einer mittleren Höhe von etwa 1100 m. Einen Teil der Südgrenze bilden der Fluss Lungwebungu. Ein Teil der Ostgrenze wird durch den Sambesi gebildet. Chavuma wird durch den Sambesi in zwei Teile geteilt, wobei der größte Teil auf der Westseite liegt, und durch den erschwerten Zugang dünn besiedelt ist. Ein Großteil des Gebiets ist zwischen Januar und Mai fast überflutet. Das Ostufer des Sambesi ist stärker entwickelt und dicht besiedelt. Dort befinden sich auch die meisten Regierungsabteilungen. Der Wahlkreis Chavuma ist in 13 Wards aufgeteilt.
Der Distrikt grenzt im Osten an den Distrikt Kabompo und im Süden an Zambezi. Darüber hinaus grenzt er im Westen und Norden an die Provinz Moxico in Angola.

### Klima
Der Distrikt hat subtropisches Klima mit Temperaturen zwischen 20 und 28 Grad Celsius in der kühl-trockenen Jahreszeit, und Höchsttemperatur in der heiß-trockenen Jahreszeit von etwa 35 Grad Celsius. Chavuma hat ein relativ gemäßigtes Klima, das durch die feuchte Kongo-Luftmasse und die Innertropische Konvergenzzone bestimmt wird. Es regnet von Anfang November bis Mitte April. Die jährliche durchschnittliche Niederschlagsmenge liegt bei etwa 1000 mm.

### Gewässer
Chavuma hat eine Reihe von Flüssen, Bächen, Feuchtgebieten, Quellen und Lagunen. Die wichtigsten ganzjährigen Flüsse sind Sambesi, Lungwevungu und Kashiji. Alle Flüsse und Bäche im Distrikt münden in den Sambesi.

### Boden
Chavuma hat im Allgemeinen flache Tieflandgebiete am Westufer und eine plateauartige Formation am Ostufer. Die Böden im Distrikt sind sandig mit wenig basischen Nährstoffen und haben einen hohem Säuregehalt. Sie sind ausgelaugt und weisen eine Aluminiumtoxizität auf.

### Vegetation
Die Vegetation des Distrikts ist von offener Grassavanne geprägt, wobei einige Teile mit Livunda-Wäldern bedeckt sind. Das Westufer ist hauptsächlich mit vereinzelter Grassavanne und Dambos bedeckt.

## Geschichte
Im Jahr 2005 wie auch 2006 lag Chavuma hinter Livingstone an zweitletzter Stelle in der Rangliste der Zahl der Nahrungsmittelhilfsbedürftigen in den Distrikten Sambias. Das ist in dieser Provinz eine ganz ungewöhnliche Zahl und deutet auf eine gravierende Umschichtung in der Bevölkerung hin.
Am 23. Oktober 2006 meldete BBC, in Sambia seien erstmals Öl- und Gasvorkommen entdeckt worden. Für genaue Untersuchungen der Gebiete in den Distrikten Chavuma und Zambezi wolle Präsident Mwanawasa ausländischen Ölkonzerne gewinnen.

## Wirtschaft
Die wirtschaftliche Hauptaktivität im Distrikt, ist die kleinbäuerliche Landwirtschaft mit Mais, Maniok und Reis. Der Distrikt hat 9000 Tiere.
Der Distrikt hat Potenzial für die Mineraliengewinnung, insbesondere für Industriemineralien und Halbedelsteine. Untersuchungen wurden jedoch bisher nicht durchgeführt.

## Infrastruktur
Seit 2011 wurden im Distrikt einige Infrastrukturprojekten in den wirtschaftlichen und sozialen Sektoren wie Bildung, Gesundheit, Wohnungswesen und Straßen umgesetzt. Trotz dieser Entwicklungen in Chavuma hat der Distrikt keine Tankstelle (2016). Kraftstoff wird aus Zambezi bezogen oder auf dem Schwarzmarkt von privaten Geschäftsleuten gekauft.

### Bildung
Chavuma verfügt 2016 über sieben weiterführende Schulen, 36 Grundschulen und drei Privatschulen. 2016 war der Bau der Chavuma Boarding Secondary School fast abgeschlossen. Zusätzlich wurden zwei Grundschulen zu weiterführenden Schulen ausgebaut.

### Gesundheit
Der Distrikt hat 10 Gesundheitszentren, ein Missionskrankenhaus und es wurde (2016) ein Distriktskrankenhaus gebaut. Darüber hinaus befinden sich in Chavuma neun Gesundheitsposten im Bau. Weitere Projekte sind der Bau einer Entbindungsstation im Nguvu Rural Health Centre, einer Entbindungsstation im Nyantanda Rural Health Centre, eines Gesundheitspostens in Kalombo und Personalunterkünften in der Chiingi-Klinik.

### Sicherheit
Und um die Rechtsprechung im Distrikt zu verbessern wurde ein Amtsgericht und zusätzlich eine Polizeistation im Distrikt gebaut.

### Banken
Im Distrikt gibt es eine Geschäftsbank, die National Savings and Credit Bank (NATSAVE), die Bankdienstleistungen für die lokale Bevölkerung anbietet.